# František Krček
František Krček (8. října 1869, Lvov, Halič – 12. března 1916, Veliký Novgorod, Rusko), též Franciszek Krček, byl česko-polský slavista, filolog, folklorista a překladatel.

## Život

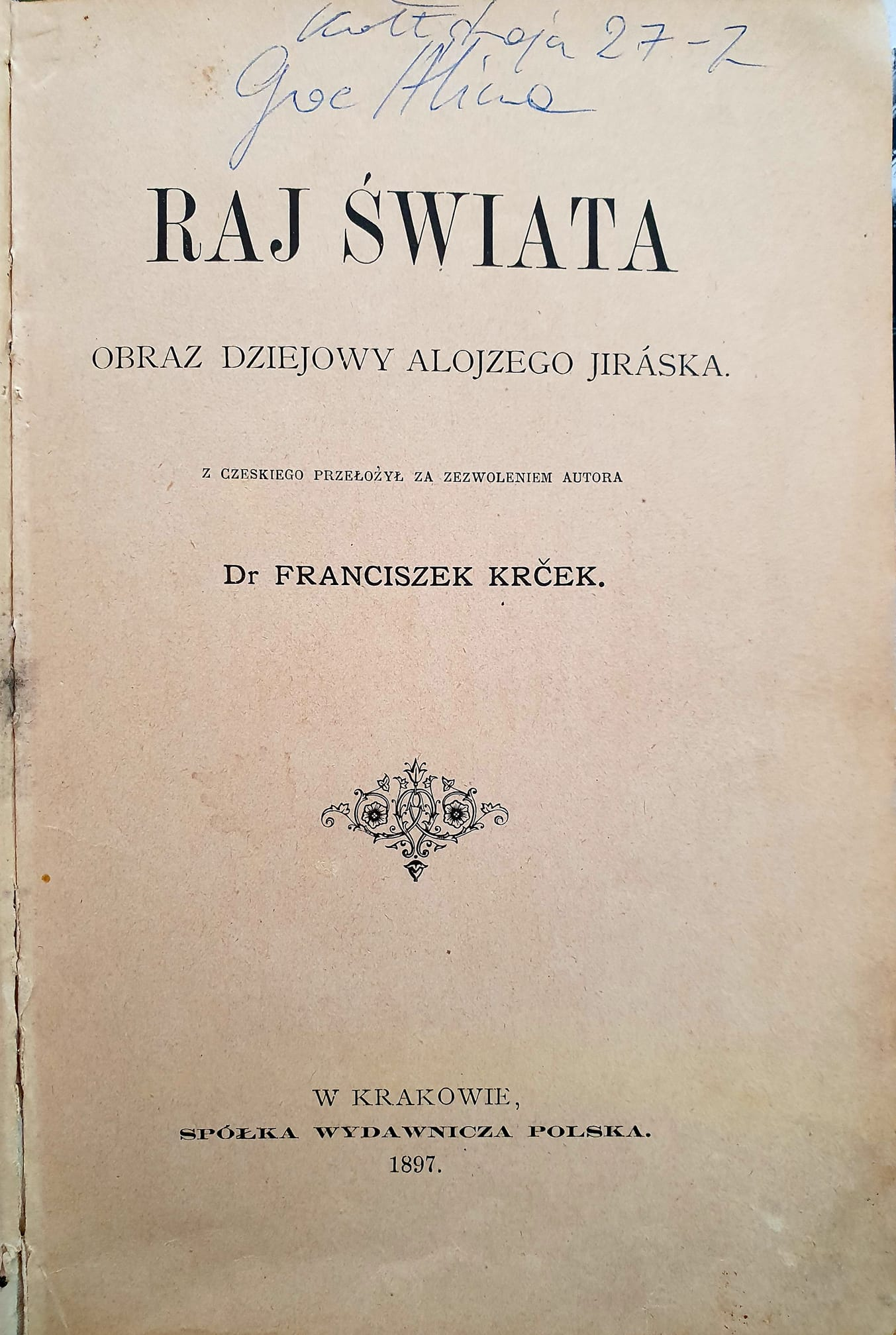
Titulní strana polského vydání knihy Aloise Jiráska "Ráj světa" v překladu Františka Krčka.

Pocházel z česko-polské rodiny usazené ve Lvově. Jeho otec František Krček pocházel z Čech a v haličské metropoli působil jako člen divadelního orchestru. Česky se naučil až v dospělosti. Po maturitě (1887) studoval nejprve právo a poté klasickou filologii, polonistiku a slavistiku na filozofické fakultě lvovské univerzity. Studium ukončil získáním doktorátu roku 1893 (prací Modlitewnik Nawojki: Studyum językowe), v 90. letech 19. swtoletí studoval rovněž na univerzitách v Praze (mj. u Jana Gebauera a Josefa Zubatého), Lipsku a Berlíně. Během lvovských studií byl v akademickém roce 1890/91 předsedou tamní Akademické čítárny. Na lvovské univerzitě se v roce 1908 habilitoval prací Grupy dźwiękowe polskie tart i cir(z)ć, jako odpowiedniki starobulgarskiej trit, oraz ich donioslość dla odbudowy wokalizmu praslowianśkiego i praindoeuropejskiego. Převzetí univerzitní stolice slavistiky (jako nástupce zesnulého Antoniho Kaliny) ve Lvově ztroskotalo kvůli Krčkovým osobním rozepřím.
Vyučoval na gymnáziích ve Lvově a v Jarosławi. V roce 1895 ve Lvově s Antonim Kalinou, Stefanem Ramułtem a jinými polskými folkloristy a jazykovědci založil Etnografickou společnost (Towarzystwo Ludoznawcze, dnešní Polskie Towarzystwo Ludoznawcze). Byl členem krakovské Akademie věd a umění (Akademia Umiejętności, zde fungoval od roku 1898 jako člen její Jazykové komise), jedním z redaktorů etnografického časopisu Lud a členem představenstva lvovské Literární společnosti Adama Mickiewicze (Towarzystwo Literackie im. Adama Mickiewicza), založené roku 1886 za účelem výzkumu, dokumentace a zpřístupňování Mickiewiczova díla a života. Věnoval se jazykovědným, a po r. 1908 hlavně folkloristickým a literárněvědným studiím. Sestavoval bibliografie obsahu dobových lvovských časopisů. Za terénním výzkumem dojížděl mj. do haličských Tater, v Zakopaném (a švýcarském Davosu) pobýval též z léčebných důvodů.
Byl znalcem, propagátorem a překladatelem české literatury do polštiny, zvláště děl Aloise Jiráska – přeložil mj. jeho Ráj světa (Raj świata: Obraz dziejowy Alojzego Jiráska, Krakov 1897) a Filosofskou historii (Dzieje filozofów: Powieść, Lvov 1912). Dále přeložil Legendu o sv. Prokopu (Legenda o św. Prokopu, Lvov 1900), práce Jaroslava Vrchlického, Jakuba Arbesa a dalších českých autorů. Pro polskou Velkou všeobecnou ilustrovanou encyklopedii (Wielka Encyklopedia Powszechna Ilustrowana), vydávanou v letech 1890–1914 ve Varšavě, psal medailony o českých spisovatelích. Přispíval do polských odborných a populárních časopisů (mj. Pamiętnik Literacki, Tydzień, Kwartalnik Historyczny, Gazeta Narodowa, Gazeta Lwowska).
Začátek první světové války ho zastihl na ruském území v okolí Novogrodku v minské gubernii, kde pobýval v domě rodiny své ženy Aleksandry rozené Lipnické. Jako rakouskému státnímu občanovi mu byl znemožněn návrat do vlasti a zabaven pas. Krček byl internován ve Velikém Novgorodě, stále mu však hrozil nucený přesun za Volhu. V Novgorodě se mu prudce zhoršil zdravotní stav a následně zemřel na srdeční záchvat.
Kromě samostatných knižních publikací je autorem asi 200 studií, článků, vědeckých zpráv a recenzí. Některé z nich podepisoval zkratkou "Dr Fr. K.".

## Dílo
- Modlitewnik Nawojki: Studyum językowe, Kraków 1894.
- Jasełka Krośnieńskie z roku 1661, Kraków 1900.
- Pisanki w Galicji (3 svazky), Lwów 1893–1895.
- Grupy dźwiękowe polskie tart i cir(z)ć, jako odpowiedniki starobulgarskiej trit, oraz ich donioslość dla odbudowy wokalizmu praslowianśkiego i praindoeuropejskiego, Lwów 1907.
- Zbiór powieści i legend, Lwów 1908.